# 6834 Hunfeld
A 6834 Hunfeld (ideiglenes jelöléssel 1993 JH) a Naprendszer kisbolygóövében található aszteroida. Yoshisada Shimizu és Urata Takesi fedezte fel 1993. május 11-én.